# Maine-et-Loire
Pour les articles homonymes, voir Maine et Loire (homonymie).
Le département de Maine-et-Loire (/mɛn‿e.lwaʁ/) est un département français du Val de Loire dans la région Pays de la Loire. Créé en 1790, ses limites reprennent en grande partie celles de l'ancienne province d'Anjou.
Avec 7 107 km2, c'est le 1er département des Pays de la Loire et le 16e département de France par sa superficie et le 27e par sa population avec 828 151 habitants appelés « Angevins » en référence à la province d'Anjou. Département à grande dominance rurale et agricole, il a comme plus grand centre urbain la ville d'Angers, qui en est la préfecture, secondée par trois sous-préfectures de tailles plus modestes : Cholet, Saumur et Segré-en-Anjou Bleu (par ordre de population).
Le Maine-et-Loire fait partie du bassin de la Loire et de la région naturelle du Val de Loire inscrit depuis 2000 sur la liste du patrimoine mondial de l'UNESCO. Le territoire est traversé d'est en ouest par la Loire où se déversent de nombreux affluents faisant de lui un des départements les plus drainés de France. Son climat tempéré de type océanique, sa diversité géologique et ses nombreuses zones humides favorisent la biodiversité et en font la première région horticole de France.
Économiquement, il est le second pôle industriel des Pays de la Loire et un des premiers départements français en valeur et en diversité agricole, hébergeant notamment le vignoble le plus étendu du Val de Loire.
L'Institut national de la statistique et des études économiques (INSEE) et La Poste lui attribuent le code 49.

## Dénomination et usage
Le département a été créé à la Révolution française le 4 mars 1790 en application de la loi du 22 décembre 1789 et correspond à la majeure partie de la province d’Anjou. Les documents de travail utilisés par le décret du 16 janvier 1790 parlent d’ailleurs du « département d’Anjou » mais ce nom a été abandonné car le choix a été fait de nommer tous les départements non pas d’après des critères historiques mais purement géographiques. Malgré tout, il existe une incertitude quant au nom de la rivière — Maine ou Mayenne — et donc sur le nom du département à sa création. Ainsi, le décret de l’Assemblée du 26 février 1790 donne le nom de « Maine-et-Loire » mais la nomination par le roi des commissaires du département le 15 mars 1790 comme le décret du 22 juin 1790 qui indique qu’Angers est le siège de l’administration du département donnent celui de « Mayenne-et-Loire ». Enfin, la proclamation du roi du 25 juin 1790 qui sanctionne le décret précédent redonne le nom choisi en février, « Maine-et-Loire ». Le Site sur la population et les limites administratives de la France (SPLAF) indique que le département s’est d’abord appelé « Mayenne-et-Loire » pour changer de nom pour « Maine-et-Loire » le 12 décembre 1791 mais aucun décret national de changement de nom n’a été retrouvé à cette date. Toutefois, l’assemblée du département était réunie en séance ce jour-là et le choix du changement de nom a peut-être été fait au niveau local. Dans tous les cas, les deux noms ont cohabité dans les documents officiels de la création du département au moins jusqu’à la fin de l’an II (1794),,.
On dit et on écrit « le Maine-et-Loire », ; le nom du département a donc connu une masculinisation consacrée par l’usage alors que la règle aurait souhaité, la Maine et la Loire étant toutes deux féminines, que le nom « Maine-et-Loire » le fût également. Le masculin vient peut-être, par contamination, de la province voisine du Maine (chef-lieu Le Mans). Comme pour tous les noms de départements formés de deux termes liés par « et », à l’inverse des autres noms de départements, qui s’emploient avec l’article dans les compléments du nom et à la suite de la préposition « dans », on doit dire et écrire « département de Maine-et-Loire » ou « en Maine-et-Loire », et non « département du Maine-et-Loire » ou « dans le Maine-et-Loire », même si, là encore, « département du Maine-et-Loire » ou « dans le Maine-et-Loire » sont régulièrement utilisés.

## Géographie
| LOIRE-ATLANTIQUE VENDÉE DEUX-SÈVRES VIENNE INDRE- · ET- · LOIRE SARTHE MAYENNE Angers Avrillé Beaucouzé Beaufort-en-Anjou Bouchemaine Chalonnes-sur-Loire Les Ponts-de-Cé Montreuil-Juigné Mûrs-Érigné Verrières-en-Anjou Tiercé Trélazé Cholet Beaupréau-en-Mauges Chemillé-en-Anjou Mauges-sur-Loire Le May-sur-Èvre Sèvremoine Saumur Doué-en-Anjou Longué-Jumelles Montreuil-Bellay Lys-Haut-Layon Segré-en-Anjou Bleu Ombrée d'Anjou Baugé-en-Anjou Candé Le Lion-d’Angers Les Hauts d'Anjou |

| LOIRE-ATLANTIQUE VENDÉE DEUX-SÈVRES VIENNE INDRE- · ET- · LOIRE SARTHE MAYENNE Angers Avrillé Beaucouzé Beaufort-en-Anjou Bouchemaine Chalonnes-sur-Loire Les Ponts-de-Cé Montreuil-Juigné Mûrs-Érigné Verrières-en-Anjou Tiercé Trélazé Cholet Beaupréau-en-Mauges Chemillé-en-Anjou Mauges-sur-Loire Le May-sur-Èvre Sèvremoine Saumur Doué-en-Anjou Longué-Jumelles Montreuil-Bellay Lys-Haut-Layon Segré-en-Anjou Bleu Ombrée d'Anjou Baugé-en-Anjou Candé Le Lion-d’Angers Les Hauts d'Anjou |

### Localisation et départements limitrophes
Le Maine-et-Loire se situe à l'extrémité Ouest du Bassin parisien et à l'extrémité Est du Massif armoricain, la frontière partageant le département en deux au niveau d'Angers.
Le Maine-et-Loire est situé dans le Grand Ouest français, près de la façade atlantique. Depuis 1955, il fait partie de la région Pays de la Loire.
Le Maine-et-Loire est le deuxième des départements français en nombre de départements qui lui sont limitrophes avec huit départements voisins. Ces huit départements sont la Mayenne, la Loire-Atlantique, la Sarthe et la Vendée pour la région des Pays de la Loire, l’Indre-et-Loire pour le Centre-Val de Loire, les Deux-Sèvres et la Vienne pour la région Nouvelle-Aquitaine et l’Ille-et-Vilaine pour la région Bretagne.
Le Maine-et-Loire était même, jusqu’au 1er janvier 1968 et la création des nouveaux départements franciliens, le département ayant le plus de départements limitrophes : la Seine-et-Marne, qui en compte maintenant dix, n’en comptait alors que sept.

### Paysages et relief
L’Atlas des paysages de Maine-et-Loire recense en tout treize unités paysagères au sein du département de Maine-et-Loire, ainsi qu'une trentaine de sous-unités. Celles-ci sont définies selon leurs critères identitaires.
Les points les plus hauts se situent dans la partie sud du département : dans la région du Chemillois, la Trottière à La Tourlandry, point culminant de Maine-et-Loire (216 m), le puy de la Garde à Saint-Georges-des-Gardes (211 m), Melay (212 m), et dans la région du Vihiersois, Saint-Paul-du-Bois (214 m), La Plaine (213 m) et Vihiers (211 m).
Les points bas de l'Anjou sont tous positionnés sur la Loire. Au moment où celle-ci entre en Anjou, à Montsoreau, elle se trouve 30 mètres au-dessus du niveau de la mer. Elle perd peu à peu de la hauteur au fur et à mesure qu'elle s'avance dans l'Anjou. Vers Beaufort-en-Vallée, dans la vallée de l'Authion, elle ne s'élève plus qu'à 19 mètres, puis 14 quand elle rencontre la Maine. Quand elle sort de l'Anjou, au niveau de Champtoceaux, elle s'élève à 12 mètres.

Paysages du Maine-et-Loire :
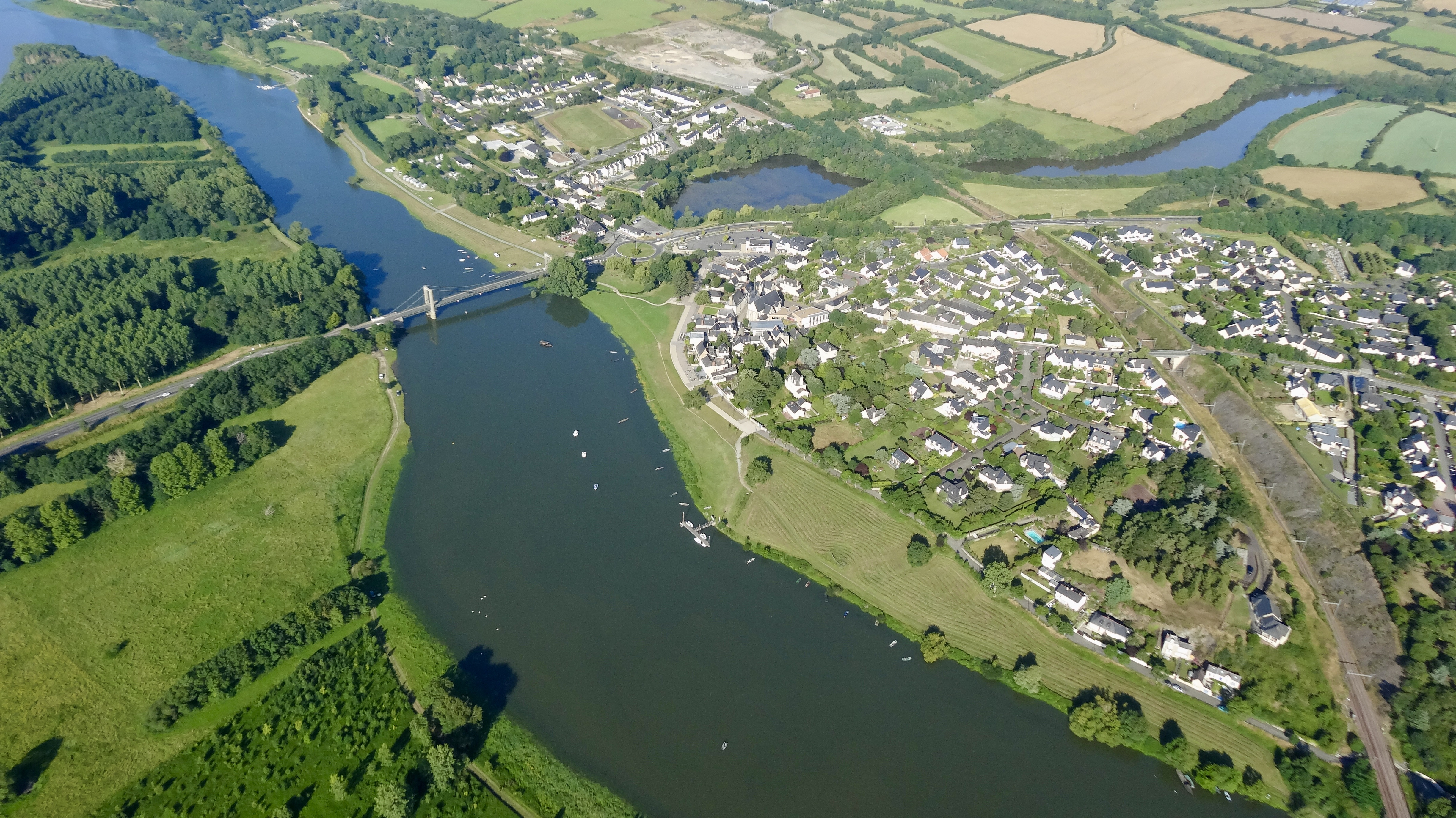
Vue aérienne de Bouchemaine et la Loire, au centre du département.
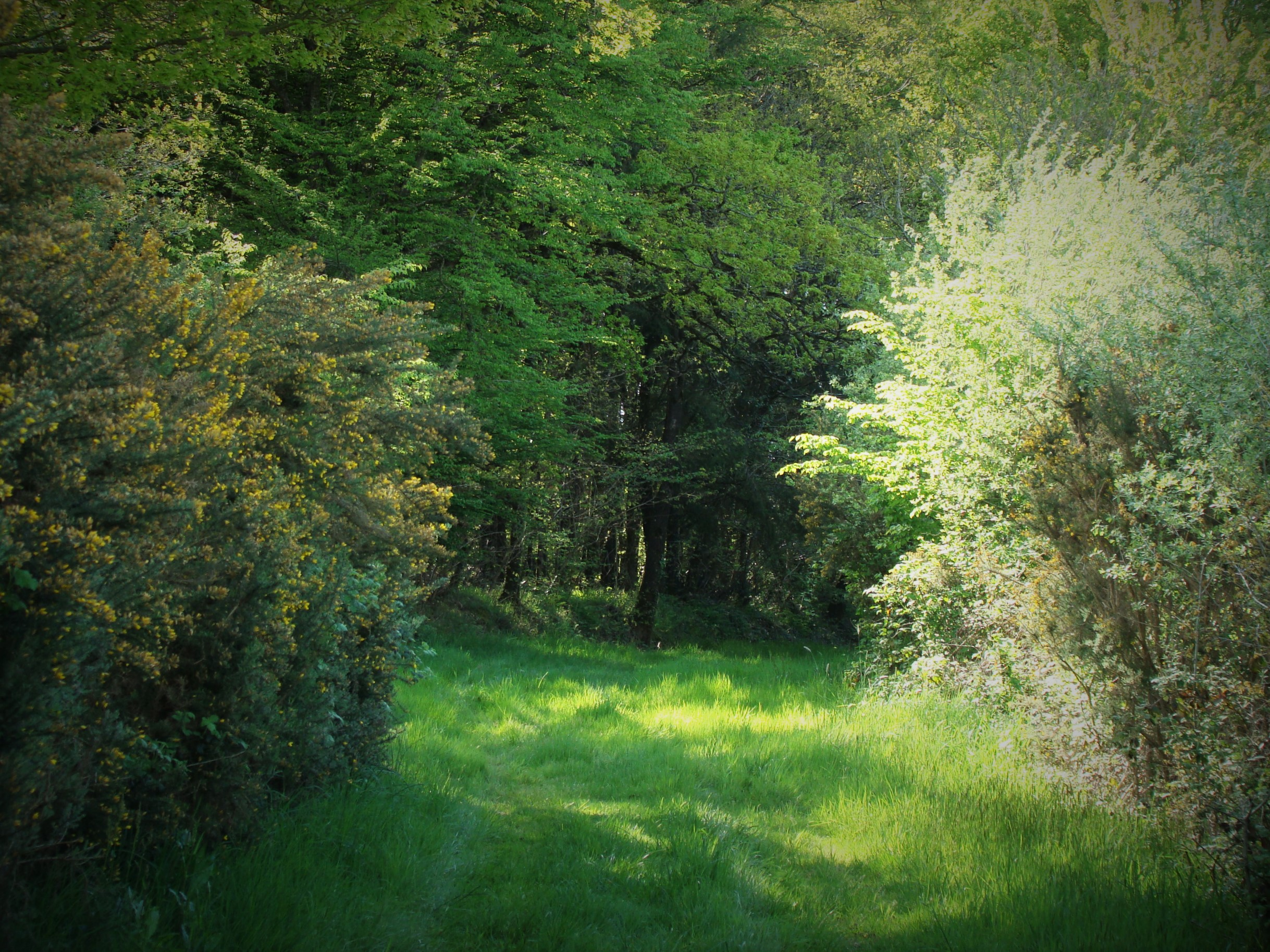
Sentier bocager au Puiset-Doré dans le sud-ouest.
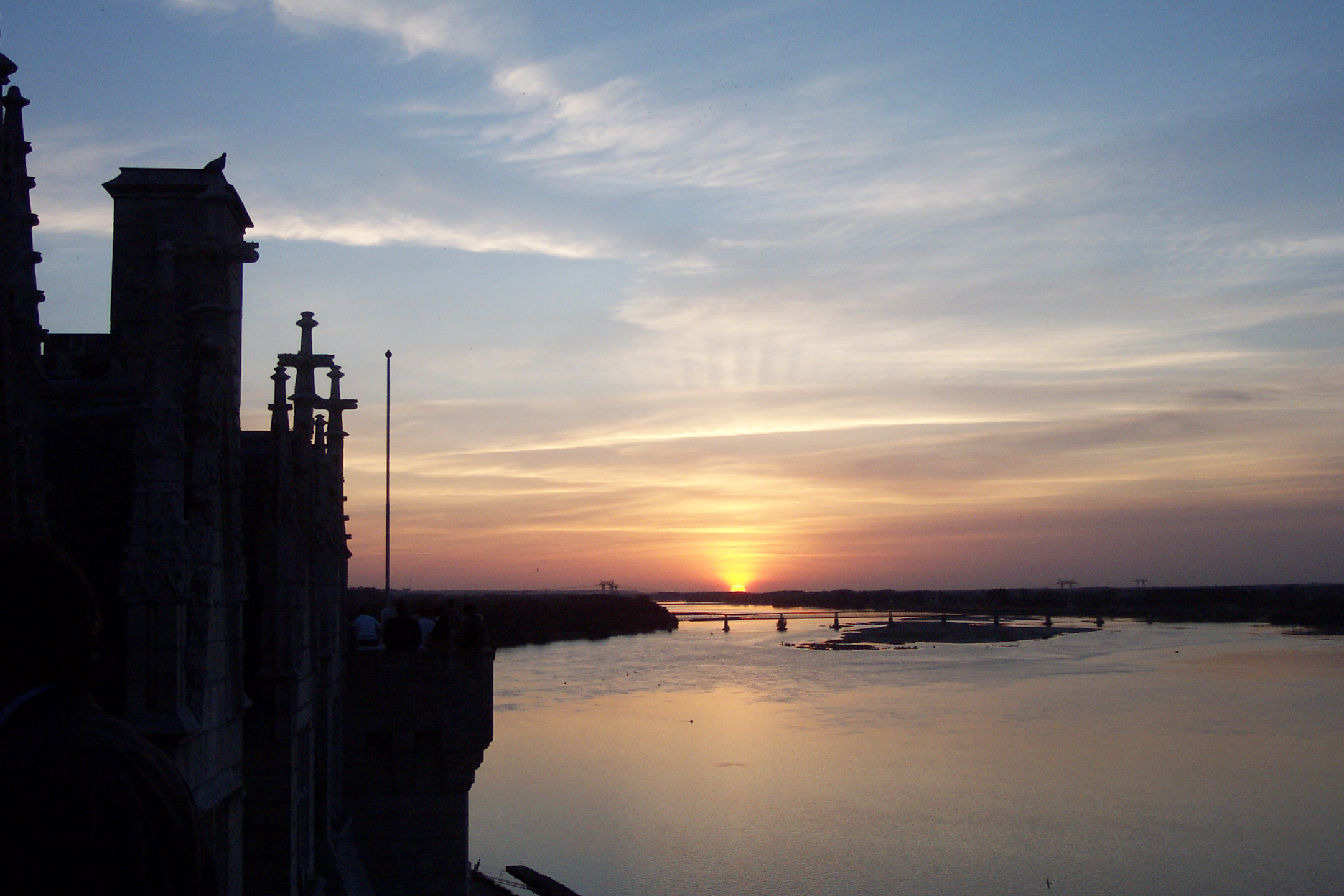
Vue de la Loire depuis le château de Montsoreau au sud-est.

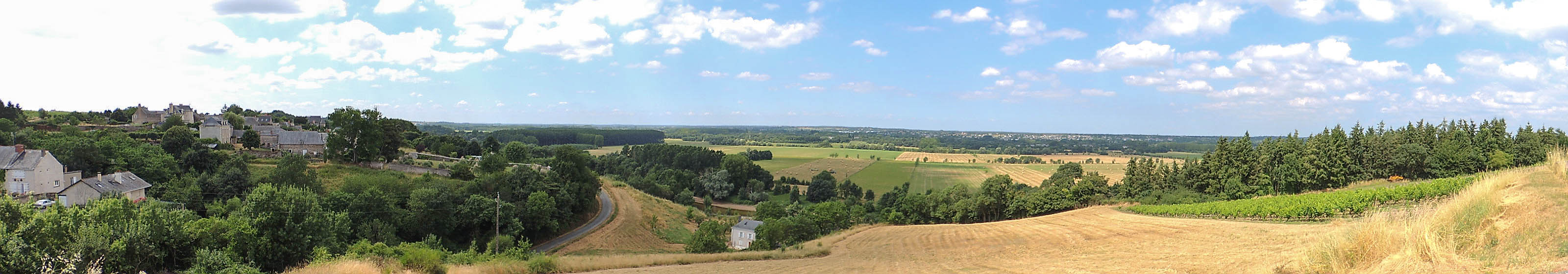
Vue panoramique depuis la Corniche Angevine dans l'est du département.

### Géologie
Le territoire angevin est un territoire de rencontre entre le Massif armoricain et le Bassin parisien. Les deux zones géologiques se chevauchent, divisant le territoire du nord au sud. Cependant, on reconnaît trois structures géomorphologiques au sein de l'Anjou.
L'Anjou noir, situé à l'ouest de la région, à partir d’Angers et englobant les Mauges et le Segréen. Son sous-sol est majoritairement constitué de schistes et de grès. La moitié nord depuis Pouancé et jusqu'à Brissac-Quincé se caractérise par des bandes de schistes ardoisiers. Au sud de la Loire, dans les Mauges, le plateau de grès et de schistes se trouve percé de granite à l'est et l'ouest de Cholet.
L'Anjou blanc, à l’est, se confond avec le Saumurois et le Baugeois par ses sols de calcaire et de tuffeau. Ses terres blanches, résultant de l’altération de la craie (tuffeau), marquent l’extrémité Sud-Ouest du Bassin parisien.
La vallée de la Loire elle-même constitue un territoire géologique. Traversant l'Anjou d'est en ouest, elle y dépose de riches alluvions tout le long de son parcours.
Le bassin houiller de Basse Loire traverse une grande partie du département et le coupe en deux.

### Hydrographie

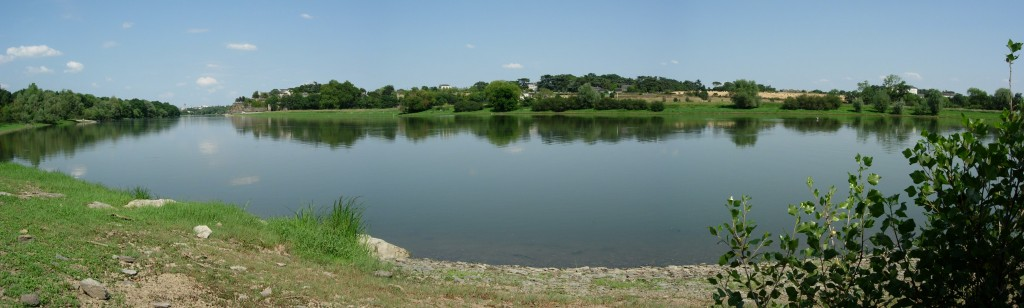
La Maine en aval d'Angers.

Avec environ 4 500 km de cours d'eau, le Maine-et-Loire est un des départements les plus drainés de France. L'Anjou se trouve en totalité incluse dans le bassin hydrographique de la Loire qui traverse le territoire d'est en ouest. À l'est, à Montsoreau, en frontière avec l'Indre-et-Loire, la Loire reçoit les eaux de la Vienne, puis à Saumur, les eaux du Thouet grossies par la Dive qui drainent le sud-est, vers Montreuil-Bellay. Vers le centre du département, aux Ponts-de-Cé, la Loire reçoit les eaux de l'Authion, qui coule dans la Vallée angevine et se trouve grossie par le Lathan et la Couasnon qui drainent le Baugeois. Dans le nord et l'ouest du département, la Sarthe, grossie par le Loir, rejoint la Mayenne dont les affluents drainent tout le nord-ouest du département avec l'Oudon rejoint par la Verzée, l'Argos et l'Araize. Les zones humides comprises entre la Sarthe, la Mayenne et le Loir sont connues sous le nom de basses vallées angevines et bénéficient d'un classement en zone de protection spéciale et font partie du réseau Natura 2000.
En se rejoignant, la Sarthe et la Mayenne forment la Maine, qui ne possède donc pas de source pour raison hydronymique. Elle ne parcourt que 12 km avant de se jeter dans la Loire au niveau de Bouchemaine. Plus loin, les rivières du Louet qui reçoit l'Aubance, et du Layon qui reçoit les rivières Lys, Hyrôme et Jeu, et qui drainent une partie des Mauges, se jettent dans la Loire à hauteur de Chalonnes-sur-Loire. Le fleuve recueille enfin les eaux de la Romme sur sa rive droite, et de l'Èvre sur sa rive gauche. Seules l'Erdre et une petite section de la Sèvre Nantaise qui reçoit la Moine traversent le département pour se jeter dans la Loire près de Nantes, dans le département voisin, la Loire-Atlantique.
Pendant toute la durée de son existence, l'Anjou aura à subir les crues répétitives de la Loire. Afin de contrer ce fléau, Henri II Plantagenêt décida en 1161 la construction d'une première levée de la Loire afin d'atténuer les crues et d'augmenter les terres cultivables.
Le Maine-et-Loire continue néanmoins de subir les crues de la Loire, parfois dévastatrices. Lors de la crue de 1856, les ardoisières de Trélazé sont inondées et l'économie de la région est dévastée. L’empereur Napoléon III se rend à Trélazé pour promettre des aménagements. En 1911, la Loire est en crue, la Maine déborde et plusieurs quartiers d'Angers se retrouvent sous les eaux.

### Faune, flore et environnement
La LPO recense en Maine-et-Loire plus de 300 espèces d'oiseaux différents (plus de 170 espèces nicheuses). L'Anjou est avantagé par la présence de la Loire et de ses affluents et par de nombreuses zones humides et vallées inondables. Du fait de sa position géographique, elle se trouve sur le trajet migratoire de plusieurs espèces. On trouve notamment de nombreuses espèces de canards outre le canard colvert (le canard siffleur, le canard chipeau, le canard souchet ou le canard pilet en zone d'hivernage). S'y trouvent d'autres espèces permanentes comme le grand cormoran, le vanneau huppé, le héron garde-bœufs ou le busard cendré. Des espèces rares peuvent s'y trouver comme le faucon pèlerin, le râle des genêts, la marouette ponctuée ou en limite de leur zone de nidification, comme la cigogne noire, le circaète Jean-le-Blanc, le balbuzard pêcheur, l'outarde canepetière, le moineau soulcie. En hivernage, on peut trouver entre autres espèces, la grande aigrette, l'œdicnème criard, le goéland pontique, le goéland brun…
Les mammifères présents en Maine-et-Loire sont pour la plupart des espèces communes. On trouve en revanche la présence du cerf dans plusieurs forêts dans l'Est du département. Parmi les espèces les plus rares se trouvent le castor, la loutre et la genette. Le ragondin est en revanche devenu commun. Le vison d'Europe aurait en revanche disparu de la région. Avec 18 espèces, les chauves-souris forment un tiers de l'ensemble des mammifères présents dans le département, notamment grâce aux nombreuses cavités présentes dans le tuffeau,.
Pour les reptiles, on y trouve des orvets, des lézards verts, des vipères (aspic et péliade) et cinq espèces de couleuvres (la couleuvre vipérine, la couleuvre à collier, la couleuvre d'Esculape, la coronelle lisse et la couleuvre verte et jaune). La cistude était autrefois présente dans certains bras de la Loire. Si certains individus ont été observés, il n'y a aucune preuve d'existence d'une population viable. En revanche la tortue de Floride est bien présente (lac de Maine notamment) et le xénope lisse continue son invasion dans le Sud-Est du département.
Chez les invertébrés, la présence la plus notable est celle de 550 espèces d’araignées sur les 1 570 espèces présentes dans l'Hexagone, grâce aux différentes influences climatiques et aux voies de pénétration, notamment méridionales. On trouve également des moules d'eau douce des genres Corbicula et Unio, ainsi qu'une grande variété d'insectes (plus de 60 espèces d'Odonates,), notamment dans les zones calcaires.

### Climat
Le Maine-et-Loire possède un climat tempéré de type océanique. Le poète français Joachim du Bellay a vanté la « douceur angevine » qui lui manquait tant.
| Mois                              | jan. | fév. | mars | avril | mai  | juin | jui. | août | sep. | oct. | nov. | déc. | année |
| --------------------------------- | ---- | ---- | ---- | ----- | ---- | ---- | ---- | ---- | ---- | ---- | ---- | ---- | ----- |
| Température minimale moyenne (°C) | 2,1  | 2,2  | 3,9  | 5,6   | 8,9  | 11,8 | 13,6 | 13,4 | 11,3 | 8,4  | 4,6  | 2,8  | 7,4   |
| Température moyenne (°C)          | 5    | 5,7  | 8,2  | 10,4  | 13,9 | 16,2 | 19,2 | 19,1 | 16,5 | 12,7 | 8    | 5,6  | 11,8  |
| Température maximale moyenne (°C) | 7,9  | 9,2  | 12,6 | 15,3  | 19   | 22,6 | 24,9 | 24,7 | 21,8 | 17   | 11,4 | 8,4  | 16,2  |
| Ensoleillement (h)                | 70   | 92   | 141  | 179   | 201  | 234  | 248  | 237  | 191  | 129  | 89   | 65   | 1 877 |
| Précipitations (mm)               | 62,1 | 50,8 | 51,7 | 44,6  | 54,4 | 41,2 | 43,8 | 44,9 | 52,2 | 59,6 | 64,5 | 63,4 | 633,4 |

### Aménagement du territoire

#### Transports

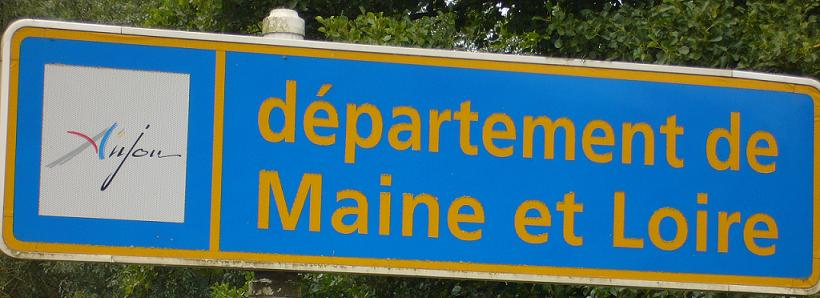
Panneau routier de limite départementale avec l'ancien logo.

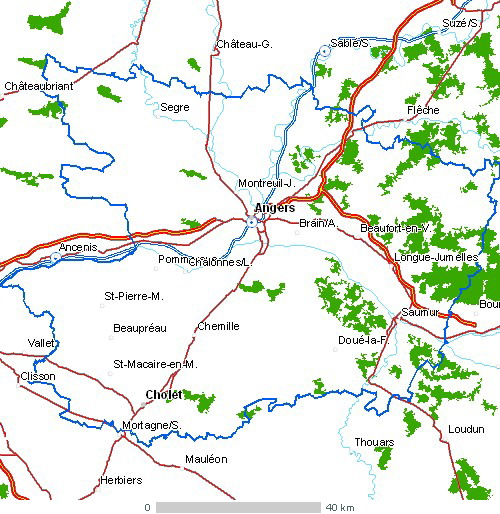
Carte de Maine-et-Loire.

Au 31 décembre 2011, la longueur totale du réseau routier du département de Maine-et-Loire est de 15 694 kilomètres, se répartissant en 194 kilomètres d'autoroutes, 48 kilomètres de routes nationales, 4 878 kilomètres de routes départementales et 10 574 kilomètres de voies communales. 
Il occupe ainsi le 18e rang au niveau national sur les 96 départements métropolitains quant à sa longueur et le 32e quant à sa densité avec 2,2 kilomètres par km2 de territoire.
- Les autoroutes : A11, A85, A87.
- Routes nationales : RN 162, RN249.
- Départementales principales : D 775, D 761, D 160, D 347, D 323, D 723, D 960, D 752.

Pour les transports en commun :
- Aléop,
- Transports en commun angevins : Liste des lignes de bus d'Angers, Tramway d'Angers (Ancien tramway d’Angers),
- Transports urbains de la communauté d’agglomération de Saumur, Transports urbains de la communauté d’agglomération du Choletais.

Les lignes ferroviaires traversant le département sont les suivantes :
- ligne de Chartres à Bordeaux-Saint-Jean,
- ligne de Clisson à Cholet,
- ligne de La Possonnière à Niort,
- ligne du Mans à Angers-Maître-École,
- ligne de Tours à Saint-Nazaire,
- ligne d'Angers à Cholet.

Pour le réseau aérien :
- Angers Loire Aéroport,
- Aéroport de Saumur Saint-Florent,
- Aérodrome de Cholet - Le Pontreau.

#### Agglomérations
Les principales villes sont Angers, Cholet, Saumur, Doué-la-Fontaine, Segré-en-Anjou Bleu, Longué-Jumelles, Chemillé-en-Anjou, Beaupréau-en-Mauges, Sèvremoine, Chalonnes-sur-Loire, Beaufort-en-Anjou et Baugé-en-Anjou. En 2022, outre Angers (157 555 hab.), la communauté urbaine Angers Loire Métropole compte huit communes de plus de 6 000 habitants : Trélazé (15 620 hab.), Avrillé (15 225 hab.), Les Ponts-de-Cé (12 863 hab.), Saint-Barthélemy-d'Anjou (9 496 hab.), Montreuil-Juigné (7 811 hab.), Verrières-en-Anjou (7 946 hab.), Bouchemaine (6 635 hab.) et Longuenée-en-Anjou (6 453 hab.).

## Histoire

### Création du département
L'ancienne province d’Anjou, plus étendue que l'actuel département, faisait partie depuis le XVIe siècle de la généralité de Tours avec la Touraine et le Maine. La généralité de Tours d’après le Règlement général du 24 janvier 1789 (États généraux) fut organisée avec un certain nombre de modifications qui laissaient présager le démantèlement des anciennes provinces royales. En effet, le 11 novembre 1789, l’Assemblée Constituante brusque les choses en ordonnant aux députés des anciennes provinces de se concerter afin de mettre en place un réseau de nouveaux départements d’environ 324 lieues carrées, soit 6 561 km2. Des réunions se tiennent aussitôt dans l’hôtel du duc de Choiseul-Praslin, député de la noblesse de la Sénéchaussée d’Angers. Une trentaine de députés (des trois provinces) présents envisagent de rétrocéder des territoires au Poitou et de subdiviser le domaine restant en quatre départements, autour des capitales traditionnelles, Tours, Angers et Le Mans, et autour de la ville de Laval qui récupérerait des terres du Maine et de l’Anjou.
Le 12 novembre 1789, vingt-cinq députés (des trois provinces) approuvent ce partage mais les deux représentants de Saumur, de Ferrières et Cigongne, se dissocient de cette décision. Les Saumurois plaident en faveur d’un département de Saumur situé au carrefour des trois provinces de l’Anjou, de la Touraine et du Poitou, avec Loudun pour le partage des pouvoirs. Ils accusent les représentants d’Angers de s’entendre avec leurs collègues du Maine et de Touraine pour le dépeçage de la sénéchaussée de Saumur. Ils les accusent également d’abandonner à la Touraine vingt-quatre paroisses anciennement angevines (autour de Château-la-Vallière et de Bourgueil). Le mécontentement grandit, la population de Bourgueil manifeste pour son maintien dans l’Anjou et se solidarise avec Saumur. Pendant ce temps, les représentants de Chinon, à l’instar de ceux de Saumur tentent également de créer leur propre département. Des dissensions apparaissent au sein du conseil municipal de Saumur. Certains représentants de la noblesse et du clergé approuvent le découpage proposé par Angers. En décembre de la même année, les Loudunais rompent leur accord avec Saumur. Le 14 janvier 1790, l’Assemblée Nationale décrète que « Saumur et le Saumurois feront partie du département de l’Anjou ».
Intégrée dans le département de « Mayenne-et-Loire » (futur « Maine-et-Loire »), Saumur tente de partager avec Angers la fonction de chef-lieu. Ayant perdu la partie, les représentants de Saumur proclament que l’alternance entre Angers et Saumur permet de déjouer les intrigues et les cabales qui naissent de la fixité. Le lundi 24 mai 1790, ils obtiennent cent quatre suffrages en faveur de l’alternance mais cinq cent trente-deux voix se prononcent en faveur d’un siège permanent à Angers. Le nouveau département est constitué. L’Assemblée Constituante entérine cette structure le 22 juin 1790 et le roi le 25 juin 1790. Afin de calmer la susceptibilité des Saumurois, les trente-six membres du nouveau conseil du département portent à leur présidence Gilles Blondé de Bagneux (ancien maire de Saumur). Ainsi, jusqu’en novembre 1791, le premier président du conseil général du département sera Saumurois.

Carte du département de Maine-et-Loire en 1790.

En 1790, lors de la création des départements français, le Sud-Saumurois (sénéchaussée de Loudun et pays de Mirebeau dépendants du gouverneur de Saumur et partie méridionale de l'Anjou) est rattaché au département de la Vienne. En 1802, lors de la nomination des premiers préfets de France, c'est un Loudunais, Pierre Montault-Désilles qui devient premier préfet du département de Maine-et-Loire. La même année, son frère Charles Montault-Désilles, devient l'évêque du diocèse d'Angers.

### XIXesiècle
Après la victoire des coalisés à la bataille de Waterloo (18 juin 1815), le département est occupé par les troupes prussiennes de juin 1815 à novembre 1818 (voir occupation de la France à la fin du Premier Empire).

### XXesiècle
En 1940, le Maine-et-Loire est envahi par l'Allemagne nazie.

### XXIesiècle
Le 31 décembre 2015, le territoire de la commune du Fresne-sur-Loire (Loire-Atlantique) est rattaché au département de Maine-et-Loire, décision préalable à la création de la commune nouvelle Ingrandes-Le Fresne sur Loire, située dans le Maine-et-Loire.
Le 1er janvier 2018, le territoire de la commune de Freigné (Maine-et-Loire) est rattaché au département de la Loire-Atlantique, décision préalable à la création de la commune nouvelle Vallons-de-l'Erdre, située dans la Loire-Atlantique.

## Administration
La question d’un rattachement du département à une région administrative Val de Loire fait l’objet d’un débat récurrent.

### Préfecture
- Préfecture du département : Angers ;
- Sous-préfectures du département : Cholet, Saumur, Segré-en-Anjou-Bleu.
  - Hôtel de préfecture de Maine-et-Loire,
  - Liste des préfets de Maine-et-Loire.

### Tendances politiques
Au XIXe siècle, le Maine-et-Loire, profondément marqué par le souvenir des guerres de Vendée (dans les Mauges et la vallée du Layon) et de la Chouannerie (dans le nord du département) apparaît comme un bastion conservateur catholique, principalement légitimiste. Ainsi, en 1876 et en 1877, quatre légitimistes sont élus députés, à Cholet, Beaupréau et Angers. Segré et Saumur élisent un bonapartiste. Baugé nomme un républicain. En 1885, la liste d'Union conservatrice (bonapartistes et légitimistes) est élue entière avec environ 60 % des voix. Pour la droite, c'est l'un des meilleurs résultats de France. Les royalistes conservent quatre circonscriptions sur sept jusqu'en 1928, et la majorité absolue au conseil général jusqu'en 1925.
Le Maine-et-Loire est un département ancré depuis des décennies dans le courant de la droite modérée. Depuis la Libération, les députés furent d’abord gaullistes puis membre de l’UDF ou du RPR, pour être à l’unanimité membre de l’UMP lors de sa création en 2002. Pourtant, lors des élections législatives du 17 juin 2007, l’élection d’un député socialiste, Marc Goua, a montré que les inclinations politiques y changent. Ceci s’explique sociologiquement par le fait que la population du département est de plus en plus citadine. Cette tendance s'est effectivement accrue lors des élections sénatoriales de 2011 et lors élections législatives du 17 juin 2012 puisque la gauche angevine remporte alors deux sénateurs sur quatre (1 PS, 1 EELV) et trois députés sur sept (2 PS, 1 DVG). En 2017, les sièges sont renouvelés à l'Assemblée Nationale et au Sénat. La République En Marche obtient 6 sièges et Les Républicains conservent un seul siège au Palais Bourbon, à la surprise générale. Au Palais du Luxembourg, Les Républicains conservent leurs 2 sièges, La République En Marche et le Parti socialiste gagnent chacun un siège.
- Liste des circonscriptions législatives de Maine-et-Loire
- Liste des députés de Maine-et-Loire
- Liste des sénateurs de Maine-et-Loire
- Liste des conseillers généraux de Maine-et-Loire

### Subdivisions administratives
- Arrondissements de Maine-et-Loire
- Cantons de Maine-et-Loire
- Intercommunalités de Maine-et-Loire
- Communes de Maine-et-Loire
- Anciennes communes de Maine-et-Loire

## Économie

### Entreprises et emplois
Le Maine-et-Loire est le second département industriel des Pays-de-la-Loire avec 61 500 emplois dans l'industrie. L'agroalimentaire emploie 15 000 personnes et la construction 16 000.
En 2008, le Maine-et-Loire comptait 22 596 établissements se répartissant en 40 % pour l'industrie, 27 % pour les services, 22 % pour les commerces et 11 % pour la construction. L'économie angevine est globalement rurale, avec trois bassins urbains que sont Angers, Cholet et Saumur. On compte sur le territoire une trentaine de bassins économiques ruraux, dont près du quart ont une orientation économique diversifiée. L'activité industrielle est surreprésentée dans les Mauges qui se hissent à la 20e place des bassins industriels de France.

### Agriculture et pôle végétal
L'agriculture occupe 64 % du territoire (surface agricole utile). Environ 800 ha sont consommés chaque année pour l'artificialisation des sols.
L'Anjou se place au cinquième rang des départements français pour la valeur de ses productions agricoles. Le département est le premier producteur horticole français, ainsi que le premier producteur français de champignon de Paris, de pommes, de cassis et de camomille. Il héberge également le troisième vignoble français par la superficie. La filière végétale représente 20 000 emplois dans 4 200 entreprises. Un pôle d'excellence du végétal à vocation mondiale, Végépolys, a été labellisé.

### Tourisme
Le tourisme en Maine-et-Loire représente un pan important de l'économie du département, avec près de 2,3 millions de visiteurs par an, dégageant un chiffre d'affaires direct et indirect de 1,5 milliard d'euros.
Se situant juste en arrière de la façade atlantique, deuxième destination touristique après la façade méditerranéenne, le Maine-et-Loire possède de nombreux atouts afin d'attirer les touristes. Département rural, il mise depuis plusieurs années sur le thème de la nature et du végétal, notamment mis en valeur par l'ouverture du parc Terra Botanica. 
En juin 2015, le département s'engage dans la promotion de l'art contemporain, et décide de signer avec Philippe Méaille un bail emphytéotique, d'une durée de 25 ans, concernant le château de Montsoreau. Le château de Montsoreau - musée d'Art contemporain ouvre ses portes le 8 avril 2016. 
Son offre touristique inclut également la Loire, le vignoble angevin, les châteaux de la Loire, les musées (dont la tenture de l’Apocalypse et le Chant du monde), l’habitat troglodyte ou encore le marché aux puces de Montsoreau.

### La monnaie locale et citoyenne
En avril 2012, l’association Agir pour la transition a mis en circulation une monnaie à usage solidaire et écologique — la Muse — comme monnaie locale et citoyenne du Maine-et-Loire.
Elle est utilisée en Anjou et est gérée par quatre groupes locaux à Angers, Trélazé/Rochefort-sur-Loire, Chemillé-en-Anjou/Chalonnes-sur-Loire et Saumur/Doué-en-Anjou. Le taux de conversion est de 1 pour 1 (1 Muse=1 Euro). Les démarches d'adhésion s'effectuent au sein d'un comptoir d'échange, pour les particuliers comme pour les professionnels.

## Population et société

### Gentilé
Les habitants de Maine-et-Loire n'ont pas de nom officiel. La dénomination Angevin(e) reste cependant largement employée. En février 2012, le quotidien Ouest-France lance un sondage pour choisir le nom des habitants de Maine-et-Loire avec une dizaine de propositions différentes. Le résultat place Angevin(e) loin devant les autres propositions avec un peu plus de 56 % des voix sur près de 2 700 votants.

#### Densité de population dans le département

Densité de population dans le Maine-et-Loire en 2024.

### Démographie
En 2022, le département comptait 828 151 habitants, en évolution de +2,12 % par rapport à 2016 (France hors Mayotte : +2,11 %).
| 1791 | 1801    | 1806    | 1821    | 1826    | 1831    | 1836    | 1841    | 1846    |
| ---- | ------- | ------- | ------- | ------- | ------- | ------- | ------- | ------- |
| -    | 375 544 | 404 134 | 442 859 | 458 674 | 467 871 | 477 270 | 488 472 | 504 963 |

| 1851    | 1856    | 1861    | 1866    | 1872    | 1876    | 1881    | 1886    | 1891    |
| ------- | ------- | ------- | ------- | ------- | ------- | ------- | ------- | ------- |
| 515 452 | 524 387 | 526 012 | 532 325 | 518 471 | 517 258 | 523 491 | 527 680 | 518 589 |

| 1896    | 1901    | 1906    | 1911    | 1921    | 1926    | 1931    | 1936    | 1946    |
| ------- | ------- | ------- | ------- | ------- | ------- | ------- | ------- | ------- |
| 514 870 | 514 658 | 513 490 | 508 149 | 474 786 | 477 741 | 475 991 | 477 690 | 496 068 |

| 1954    | 1962    | 1968    | 1975    | 1982    | 1990    | 1999    | 2006    | 2011    |
| ------- | ------- | ------- | ------- | ------- | ------- | ------- | ------- | ------- |
| 518 241 | 556 272 | 584 704 | 629 849 | 675 321 | 705 882 | 732 942 | 766 659 | 790 343 |

| 2016    | 2021    | 2022    | - | - | - | - | - | - |
| ------- | ------- | ------- | - | - | - | - | - | - |
| 810 934 | 824 743 | 828 151 | - | - | - | - | - | - |

#### Communes les plus peuplées
| Nom                  | Code Insee | Intercommunalité          | Superficie (km2) | Population (dernière pop. légale) | Densité (hab./km2) | Modifier                                    |
| -------------------- | ---------- | ------------------------- | ---------------- | --------------------------------- | ------------------ | ------------------------------------------- |
| Angers               | 49007      | CU Angers Loire Métropole | 42,71            | 157 555 (2022)                    | 3 689              | modifier les données · modifier les données |
| Cholet               | 49099      | CA Cholet Agglomération   | 87,47            | 54 074 (2022)                     | 618                | modifier les données · modifier les données |
| Saumur               | 49328      | CA Saumur Val de Loire    | 66,25            | 26 074 (2022)                     | 394                | modifier les données · modifier les données |
| Sèvremoine           | 49301      | CA Mauges Communauté      | 213,07           | 25 764 (2022)                     | 121                | modifier les données · modifier les données |
| Beaupréau-en-Mauges  | 49023      | CA Mauges Communauté      | 230,45           | 23 887 (2022)                     | 104                | modifier les données · modifier les données |
| Chemillé-en-Anjou    | 49092      | CA Mauges Communauté      | 323,98           | 21 550 (2022)                     | 67                 | modifier les données · modifier les données |
| Mauges-sur-Loire     | 49244      | CA Mauges Communauté      | 191,87           | 18 514 (2022)                     | 96                 | modifier les données · modifier les données |
| Segré-en-Anjou Bleu  | 49331      | CC Anjou Bleu Communauté  | 241,54           | 17 617 (2022)                     | 73                 | modifier les données · modifier les données |
| Orée d'Anjou         | 49126      | CA Mauges Communauté      | 156,34           | 16 975 (2022)                     | 109                | modifier les données · modifier les données |
| Loire-Authion        | 49307      | CU Angers Loire Métropole | 113,66           | 16 588 (2022)                     | 146                | modifier les données · modifier les données |
| Montrevault-sur-Èvre | 49218      | CA Mauges Communauté      | 198,85           | 15 684 (2022)                     | 79                 | modifier les données · modifier les données |
| Trélazé              | 49353      | CU Angers Loire Métropole | 12,20            | 15 620 (2022)                     | 1 280              | modifier les données · modifier les données |
| Avrillé              | 49015      | CU Angers Loire Métropole | 15,84            | 15 225 (2022)                     | 961                | modifier les données · modifier les données |
| Les Ponts-de-Cé      | 49246      | CU Angers Loire Métropole | 19,55            | 12 863 (2022)                     | 658                | modifier les données · modifier les données |
| Baugé-en-Anjou       | 49018      | CC Baugeois Vallée        | 268,16           | 11 747 (2022)                     | 44                 | modifier les données · modifier les données |

### Pyramide des âges
| Hommes | Classe d’âge | Femmes |
| ------ | ------------ | ------ |
| 0,4    | 90 ans ou +  | 1,1    |
| 6,3    | 75 à 89 ans  | 9,5    |
| 12,1   | 60 à 74 ans  | 13,1   |
| 20,0   | 45 à 59 ans  | 19,4   |
| 20,3   | 30 à 44 ans  | 19,3   |
| 20,2   | 15 à 29 ans  | 18,9   |
| 20,7   | 0 à 14 ans   | 18,7   |

| Hommes | Classe d’âge | Femmes |
| ------ | ------------ | ------ |
| 0,3    | 90 ans ou +  | 1,1    |
| 6,1    | 75 à 89 ans  | 9,4    |
| 12,9   | 60 à 74 ans  | 13,7   |
| 20,5   | 45 à 59 ans  | 20,1   |
| 21     | 30 à 44 ans  | 20,1   |
| 19,6   | 15 à 29 ans  | 18,2   |
| 19,6   | 0 à 14 ans   | 17,5   |

### Enseignement
Angers est le second pôle universitaire régional avec près de 35 000 étudiants pour une zone urbaine d'environ 300 000 habitants.
L'Université d'Angers et l'Université Catholique de l'Ouest forment l'essentiel des forces universitaires de la communauté urbaine. Toutefois, de nombreuses écoles supérieures publiques et/ou privées forment un tissu riche et dense dans de nombreux domaines. Citons pêle-mêle ESSCA, ISTIA, ESEO, ESTHUA, ESA, ESAIP, IFEPSA, ISBA, etc.

### Sport
- Badminton :
  - Badminton Associatif Choletais (Nationale 1 & Nationale 3),
  - Saint-Barthélémy Badminton Club (Nationale 3),
  - Association Sportive Ponts-de-Cé (Nationale 3) ;
- Basketball :
  - Cholet Basket (Pro A),
  - Union Féminine Angers Basket 49 (Ligue féminine de basket),
  - Étoile Angers Basket (NM1) ;
- Football :
  - Angers sporting club de l'Ouest (Ligue 1),
  - Stade olympique choletais (National),
  - Olympique de Saumur Football Club (CFA2) ;
- Handball : 
  - Angers SCO Handball (Nationale 1),
  - Segré Handball (Nationale 3) ;
- Hockey sur glace :
  - Ducs d'Angers (Ligue Magnus),
  - Dogs de Cholet (Division 1) ;
- Tennis de Table :
  - La Vaillante Angers TT (Pro A),
  - Stella Sports La Romagne (Pro A) ;
- Volley-ball :
  - SCO Angers Volley-ball (N2 Masculin).

### Médias
La chaîne France 3 émet un décrochage local avec France 3 Ouest, qui propose des émissions régionales France 3 Pays de la Loire (journaux télévisés 12/13 et 19/20). Trois chaînes câblées se sont également succédé à Angers, TV10 Angers (1988-2007), Angers 7 (2007-2010) et depuis février 2013 Angers Télé. À partir de 2010, la chaîne TLC émet depuis Cholet sur tout le Sud-Ouest du département ainsi que sur les départements adjacents de la Loire-Atlantique, de la Vendée et des Deux-Sèvres.
La presse écrite locale est principalement dominée par le groupe Ouest-France et ses éditions Ouest-France et Le Courrier de l'Ouest dont Angers est le siège. Haut-Anjou est diffusé dans le Nord de Maine-et-Loire, dans le territoire correspondant au Haut-Anjou historique qui incluait la Mayenne angevine. L'Éclaireur couvre également le Nord-Ouest du département autour de Pouancé.
Plusieurs radios nationales possèdent des antennes locales basées à Angers, comme Chérie FM, NRJ, Virgin Radio, Radio Nova ou RCF. Les radios régionales comprennent Hit West (Bretagne et Pays de la Loire), Vibration (Centre, Pays de la Loire, Bourgogne) et Alouette (Bretagne, Pays de la Loire, Poitou-Charentes). Les radios locales comprennent Radio Campus Angers (Angers), Radio G !, Oxygène Radio Haut-Anjou (Segréen) et Ouest FM.
Jusqu'en 2010, le festival international du scoop et du journalisme se déroulait à Angers.

## Culture

### Langue et littérature
En 1835, d'après Abel Hugo, la langue usitée dans les villes du département était le français, avec un accent un peu traînant. Les habitants des villages avaient encore à cette époque divers patois qui leur étaient propres, et qu'on ne comprenait plus à quelques lieues de distance.
Les paysans y tenaient beaucoup et s'en servaient uniquement entre eux. Cependant, presque tous entendaient aussi le français ; quelques-uns même le parlaient bien, mais ils n'osaient pas s'exprimer avec pureté, de peur que les voisins ne les plaisantent sur leur parler « noblat », expression qui était employée dans le pays pour désigner la langue française.

#### Littérature et poésie
- Joachim Du Bellay
- École de Rochefort
- Académie des Sciences, Belles Lettres et Arts d'Angers
- François Rabelais
- Julien Gracq
- Danièle Sallenave
- Hervé Bazin

### Héraldique et logotype

Le conseil départemental de Maine-et-Loire s'est doté d'un logo.

| Blason | Blasonnement : « Parti, au premier mi-parti d'azur à trois fleurs de lys d'or et à la bordure cousue de gueules, au second d'azur à la croix patriarcale de gueules bordée d'or. » Commentaires : Armes non officielles attendu que ce département ne revendique aucun blason, celles-ci ont donc la même valeur que les armes de l'Anjou. Cependant, elles ont été utilisées par le conseil général et figurent toujours actuellement sur l'insigne des sapeurs-pompiers. |

### Les arts

#### Peinture et sculpture
- Château de Montsoreau-Musée d'art contemporain
- Musée des Beaux-Arts d'Angers
- Galerie David d'Angers

#### Musique et danse
- Orchestre national des Pays de la Loire (ONPL)
- Angers-Nantes Opéra.
- Centre National de Danse Contemporaine

### Gastronomie
Quelques spécialités culinaires de la cuisine angevine : 
- La gastronomie angevine : fouées, pommes tapées, galipettes, quernon d'ardoise, pâté aux prunes, crémet d'Anjou, etc.
- En 2017, à la suite d'une consultation des restaurateurs et professionnels des métiers de bouche, le club de tourisme Destination Anjou et Le Courrier de l'Ouest ont élu la Gouline comme spécialité de l'Anjou[46].
- Quelques boissons angevines : 
  - alcools angevins : Guignolet (Giffard, Combier), triple sec (Combier, Cointreau), soupe angevine, etc. ;
  - vignoble angevin : vins d’Anjou, Anjou - Coteaux de la Loire, Coteaux de l’Aubance, Coteaux du Layon (Quarts de Chaume, Chaume, Bonnezeaux), Savennières.

La superficie du vignoble angevin est de 20 000 hectares, dont 18 000 sont en appellation d'origine contrôlée (AOC).

### Patrimoine architectural

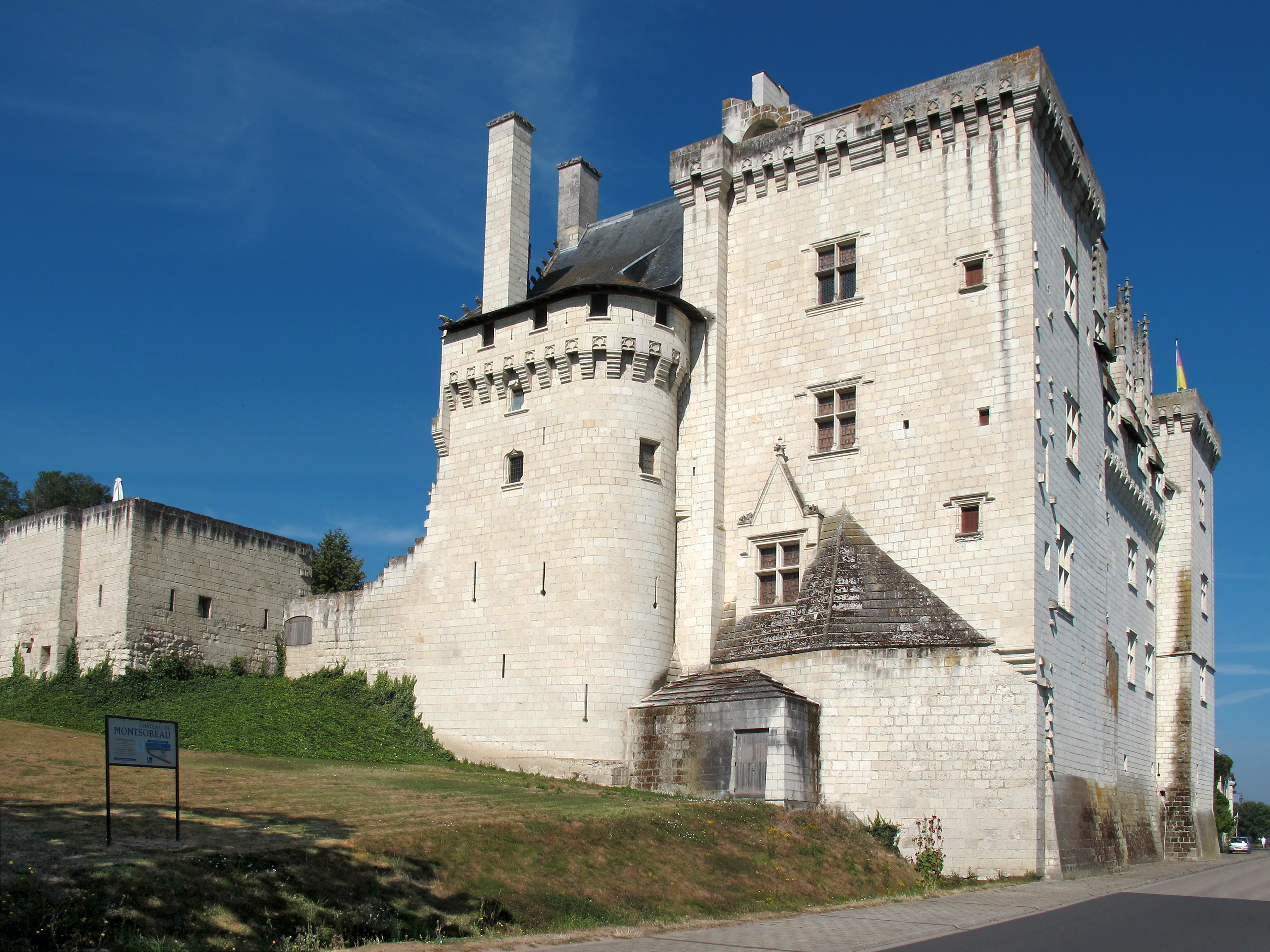
Château de Montsoreau.

Les deux sites architecturaux les plus visités du département sont le château d'Angers et l'abbaye de Fontevraud. 
Seul château de la Loire construit dans le lit du fleuve, le château de Montsoreau est aujourd'hui un musée d'art contemporain. Il a été construit en 1450 par Jean II de Chambes, conseiller du roi Charles VII. Claude de France, Anne de Bretagne et Marie Stuart y ont séjourné.

### Équipements culturels
Le département comporte
- plusieurs théâtres, cinémas, salles de spectacle et de concert, comme le Grand Théâtre d'Angers, le Quai, Le Chabada[48]…
- ainsi que plusieurs musées et lieux d’exposition, tel le Château d'Angers et sa fameuse Tapisserie de l'Apocalypse, Château de Montsoreau-Musée d'art contemporain, Musée des beaux-arts d'Angers, la galerie David d'Angers, le Muséum d'histoire naturelle d'Angers[49]…

### Manifestations culturelles et festivités
Les festivals se développent en France durant la seconde moitié du XXe siècle. En Maine-et-Loire, le festival d'art dramatique, le festival d'Angers, naît au début des années 1950. Sa particularité sera au fil du temps d'utiliser plusieurs scènes du département. En 1975, il change de nom pour devenir le festival d'Anjou.
Plusieurs festivals se développent dans le département à la fin du XXe siècle et au début du XXIe : le festival du scoop et du journalisme à Angers en 1985, le festival Premiers plans à Angers en 1989, Les Orientales à Saint-Florent-le-Vieil en 1990, Gypsy Swing Festival à Angers en 1992, le Festival de Trélazé en 1996, Tour de scènes à Angers en 1998, Les Z'éclectiques à Chemillé en 1998, les Accroche-Cœurs et le festival Angers-BD à Angers en 1999, le festival Terres à vins, Terres à livres à Savennières en 2005, le festival Tempo Rives à Angers en 2009, qui prend la suite du festival d'Angers l'été créé en 1980, Saveurs Jazz festival à Segré en 2010, le festival Bouche à oreille à Bouchemaine cette même année, etc.
Les plus importantes manifestations sont en 2011, le festival Premiers plans (Angers), le Mondial du Lion (Le Lion-d'Angers), le festival d'Anjou, les présentations publiques du Cadre noir (Saumur) et les journées de la rose (Doué-la-Fontaine). Deux ans plus tard, ce sont le festival Premiers plans, les présentations publiques du Cadre noir, le festival d'Anjou et les Ecuyers du temps (Saumur). Se déroulent également cette même année, le Festival estival de Trélazé, les Z'éclectiques, Les Orientales, Saveurs Jazz festival, les Accroche-Cœurs, le festival Tempo Rives, Foliklores, Angers-BD, ainsi que la foire de la Saint-Martin, le carnaval de Cholet et Anjou Vélo vintage. En 2019, le festival ANAKO (festival des peuples premiers) se délocalise à Angers et Saumur.

## Indicatif téléphonique
L’indicatif téléphonique attribué au département de Maine-et-Loire est +33 241 (02 41). Le département partage cependant de nombreux indicatifs téléphoniques :
- +33 240 (02 40)
- +33 244 (02 44)
- +33 249 (02 49)
- +33 252 (02 52)
- +33 253 (02 53)
- +33 272 (02 72)
- +33 285 (02 85)